# André Berge
Pour les articles homonymes, voir Berge (homonymie).
André Berge, né le  24 mai 1902 à Paris 16e et mort le 27 octobre 1995 à Neuilly-sur-Seine est un médecin, psychanalyste et essayiste français.

## Biographie
Fils de René Berge, ingénieur civil des mines et d'Antoinette Faure, et petit-fils de Félix Faure, André Berge est familier des Décades de Pontigny. C'est lui qui retrouve dans les affaires de sa mère les fameux questionnaires de Marcel Proust et qui publie pour la première fois en 1924 les pages remplies par l'auteur lui-même. André Berge rapporte que certaines pages comportent des dates qui s'échelonnent entre 1884 et 1887.
En 1924, il épouse Geneviève Fourcade. Ils sont les parents, entre autres, du mathématicien Claude Berge (1926-2002).
Il fait partie en 1930 des fondateurs de l'École des parents et éducateurs (EPE) de Paris dont il reste vice-président pratiquement jusqu'à la fin de sa vie. Également directeur médical du Centre psychopédagogique Claude-Bernard de 1946 à 1973 et chargé de cours à l'Institut de psychologie de la Sorbonne de 1961 à 1971, il fonde en 1965 l'Association pour la réadaptation des infirmes mentaux (APRIM).
Fondateur avec son frère, François Berge, de la revue Les Cahiers du mois en 1924, il est l'auteur de romans (L'Amitié indiscrète, Kra, 1927 ; Les Ailes d’Icare, Cahiers du Sud, 1928), d'un livre de contes pour enfants (Séraphine ou les Ficelles de Paquet-de-nerfs, Flammarion, 1954), d'essais philosophiques (Les Maladies de la vertu, Grasset, 1960) et de diverses études (Les Psycho-thérapies, PUF, 1968). André Berge publie surtout de nombreux articles et ouvrages consacrés à la psychologie et à la psychanalyse de l'enfance, à la psychopédagogie et aux problèmes familiaux (L'Éducation sexuelle chez l'enfant, PUF, 1952 ; Comprendre et éduquer un enfant difficile, Hachette, 1973) qui lui assurèrent une grande notoriété dans ces domaines.
Il meurt en 1995 et est enterré au côté de son épouse dans le petit cimetière de Saint-Maurice-d'Ételan où Félix Faure avait une propriété.

## Publications
- L'Amitié indiscrète, Le Sagittaire, 1927.
- Les Ailes d'Icare, Cahiers du Sud, 1928.
- L'Esprit de la littérature moderne, 1930.

Prix Paul-Flat de l’Académie française.
- Le Visiteur nocturne, Paris, Librairie des Champs-Élysées, 1933, coll. « Le Masque » no 127.
- Discours au nouveau-né, 1946.
- Le Facteur psychique dans l'énurésie, 1946.
- L'Éducation sexuelle et affective, 1948.
- Pour-contre l'éducation nouvelle, Paris, Berger-Levrault.
- L'Écolier difficile : l'école et les défauts de l'enfant, Bourrelier, coll. « Carnets de pédagogie pratique », 1954.
- Le Métier de parent : du mariage des parents au mariage des enfants, Paris, Aubier, 1956.
- Introduction à l'étude scientifique du rire, phénomène humain, Paris, Flammarion, coll. « Bibliothèque de philosophie scientifique », 1959.
- Les Défauts des parents, Société universitaire d'éditions et de librairie Alençon, Impr. alençonnaise, 1960.
- Les Maladies de la vertu. La Morale pour ou contre l'homme ?, Paris, Grasset, 1960.
- Propos aux parents et aux éducateurs, Paris, Aubier-Montaigne, 1961.
- Liberté dans l'éducation, Scarabée Ézanville, G. Gouin, 1961.
- Contre la peur de vivre et de l'angoisse de mourir, Paris, Grasset, 1963

Prix Paul-Teissonnière de l'Académie française en 1964.
- Séraphine, ou les Ficelles de Paquet-de-Nerfs, 1963.
- Rebâtir l'école, Paris, Payot, 1967, en collaboration avec Marcel Bataillon et François Walter

Prix du Docteur-Binet-Sanglé de l’Académie française.
- Les Psychothérapies, Paris, PUF, 1968, coll. « Le psychologue ».
- L'Éducation sexuelle chez l'enfant, Paris, PUF, 1968, coll. « Paideia ».
- Les Défauts de l'enfant, Paris, Payot, 1968.
- Petit Lexique parents-enfants, Paris, Magnard, 1969.
- La Sexualité aujourd'hui, Paris, Casterman, 1970.
- Réminiscences : souvenirs de ma première vie, Paris, Émile-Paul, 1975.
- Comprendre et éduquer un enfant difficile, Paris, Payot, 1977  (ISBN 2228331805).
- L'Esprit de la littérature moderne, Paris, Perrin.
- Éducation familiale (l'Enfant et l'Avenir), Paris, Aubier-Montaigne.
- La Sexualité aujourd'hui. Vie affective et sexuelle, Paris, Casterman.
- Petit Lexique parents-enfants, Paris, Magnard/L'École des Parents.
- Les Psychothérapies, Paris,  PUF, coll. « Le psychologue ».
- Pour ou contre l'éducation nouvelle, Paris, Berger-Levrault, coll. « Pour ou contre »
- L'Acte gratuit, Arcane 17, 1985.
- De l'écriture à la psychanalyse, Paris, Clancier-Guénaud, 1988  (ISBN 2862151300).
- Métier de parent, Paris, Aubier, 1992  (ISBN 270072030X).
- Aujourd'hui l'enfant, Paris, Aubier, 1992  (ISBN 9782700700343).